# Valle de los Ingenios
Valle de los Ingenios är en serie av tre sammankopplade dalgångar cirka 12 km utanför staden Trinidad, Kuba. De tre dalgångarna, San Luis, Santa Rosa och Meyer var en gång centrum för sockerproduktionen i Kuba i slutet av 1700-talet och fram till slutet av 1800-talet. Vid industrins höjdpunkt fanns här som mest över 50 aktiva sockerbruk med över 30 000 slavar. Hela området täcker 270 km² och omfattar platser för mer än 70 sockerbruk.
Sockerproduktionen var en stor industri för Kuba från de första spanska kolonierna, som introducerade sockerrören på ön år 1512, och handeln i varan berikade Trinidad och de omkringliggande områdena. Landet blev världens i särklass största producent av socker i slutet av 1700-talet och på 1800-talet under en tid då sockerproduktionen utgjorde öns huvudindustri. Klimatet och jorden var perfekt för att odla sockerrör, och de goda hamnarna, järnvägar och vägnätet gjorde det möjligt att enkelt transportera och exportera det förädlade sockret. För att skydda sockret från att bli förstört var snabba transporter nödvändiga och för detta byggdes en särskild järnvägslinje genom dalen i slutet av 1880-talet vilken kopplade samman Valle de los Ingenios med Trinidad och hamnen i Casilda, vid kusten och 6 km från Trinidad. Dalgångarna får vatten från flera floder, bland dessa Rio Agabama, Rio Caracusey, Rio de Ay och Rio Tayaba. På grund av en i det närmaste utrotning av de infödda Kubanerna genom kontakt med sjukdomar överförda från Europeiska bosättare och deras dåliga behandling som slavar, blev det nödvändigt för spanska plantageägare att ersätta dessa med importerade slavar från Afrika. Den spanska förbudet av slaveri år 1820 gjorde det svårt att importera slavar, men det var inte förrän självständighetskriget på 1800-talet som områdets dominans tog slut och många av sockerbruken övergavs eller gick i konkurs.

## Ett världsarv
1988 blev Valle de los Ingenios tillsammans med staden Trinidad ett världsarv. De flesta av sockerbruken är idag ruiner men några platser har byggnader som är intakta bland annat Guachinango där plantagehuset finns kvar och gården Manaca Ignaza där ägarens hus, ett torn och några barracones, de ursprungliga slavkvarteren, finns kvar. Trots att barracones numer används som bostadshus och är i dåligt skick, är huset, som idag hyser en restaurang, och tornet väl underhållet. Det 45 meter höga tornet uppfördes någon gång mellan 1830 och 1835 av ägaren Alejo Iznaga. Till skenet var det ett bevakningstorn för att ge vakterna 360 graders vy över sockerrörsfälten där slavarna arbetade men den utgjorde också en symbol för Iznagas makt, såväl över sina slavar som inom sockerindustrin (en gång i tiden var tornet den högsta byggnaden på Kuba). En stor klocka som tidigare fanns i tornet och användes för att signalera att slavarnas arbetsdag var slut finns vid tornets fot.

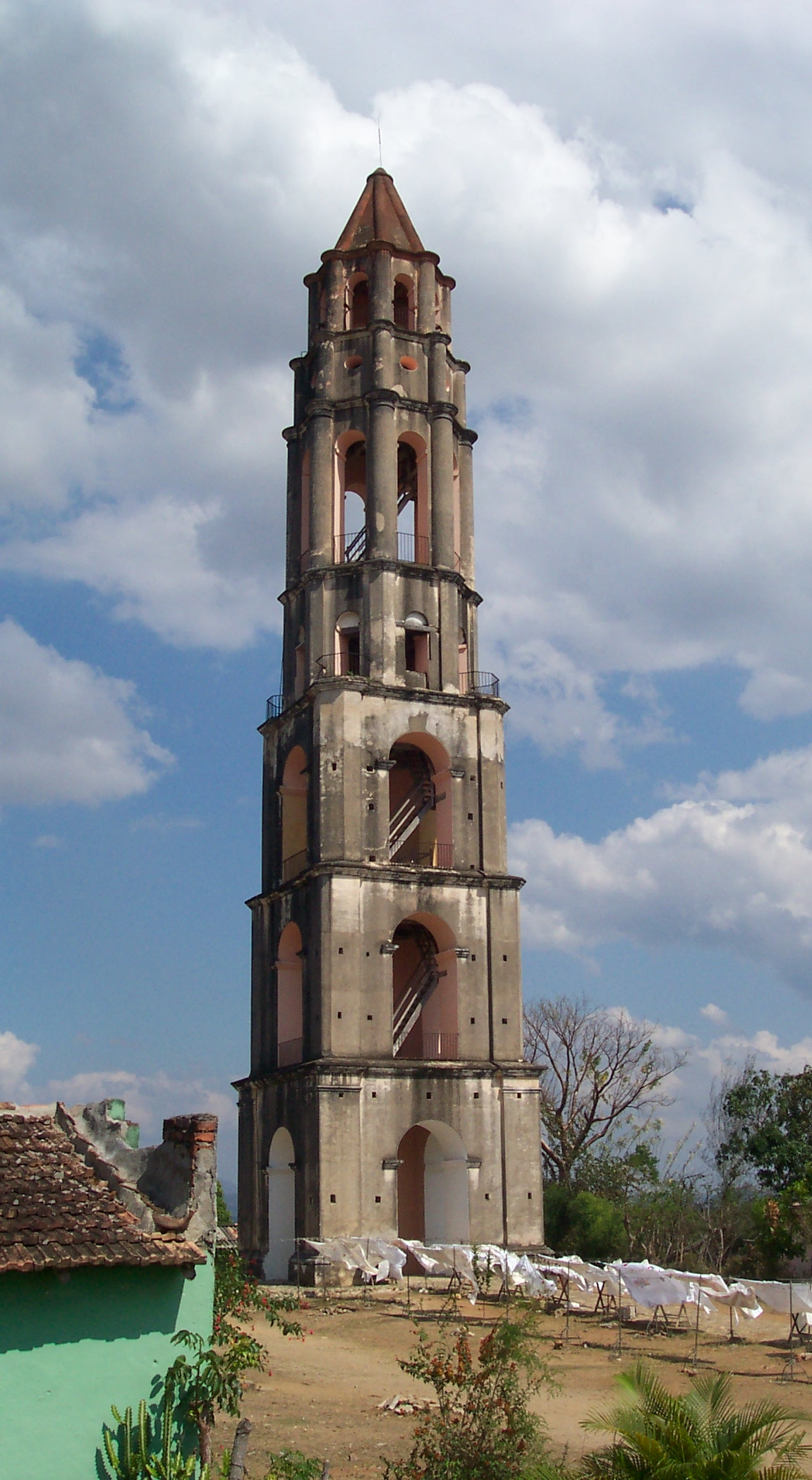
Tornet på Manaca Ignaza
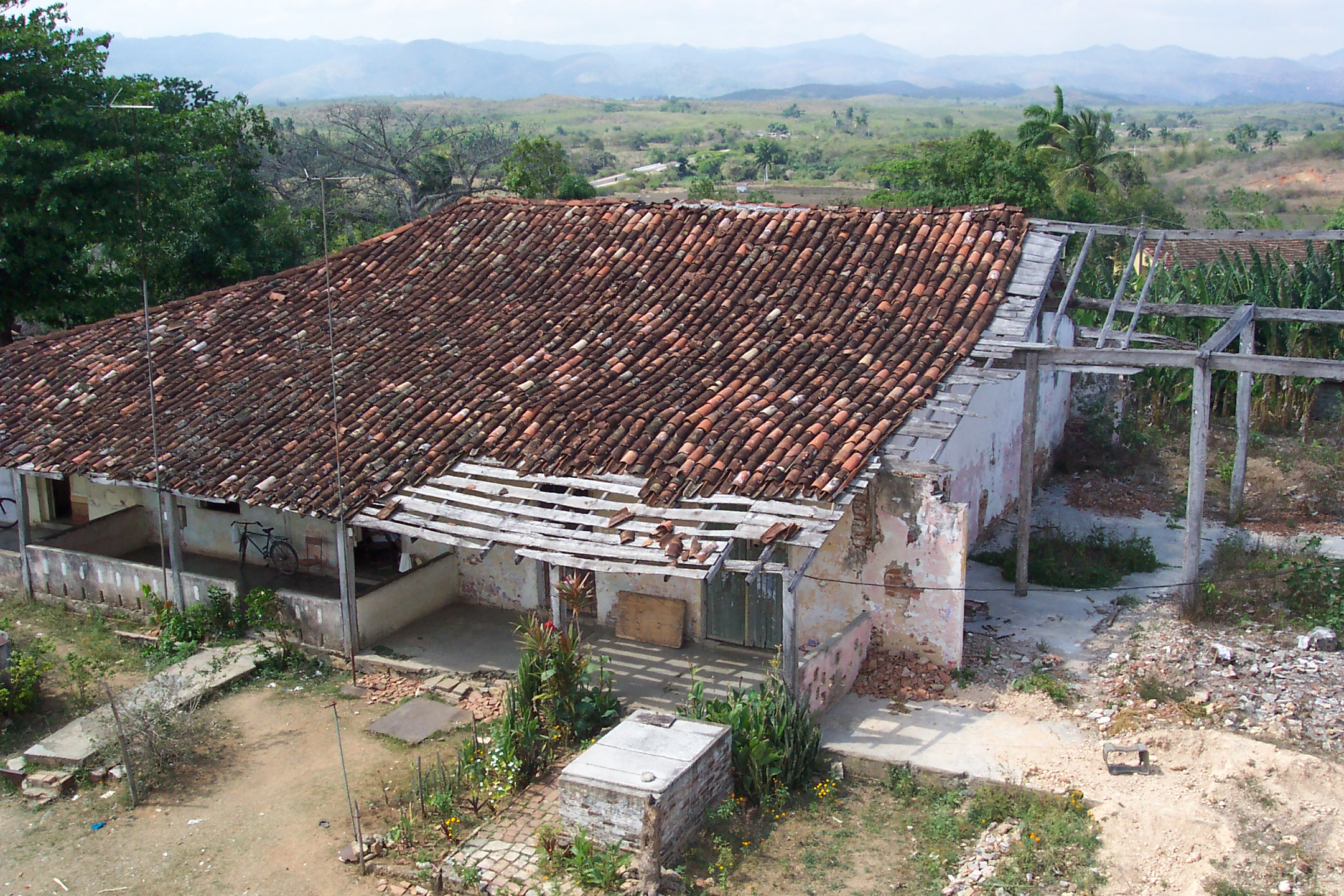
Slavbostäderna på Manaca Ignaza
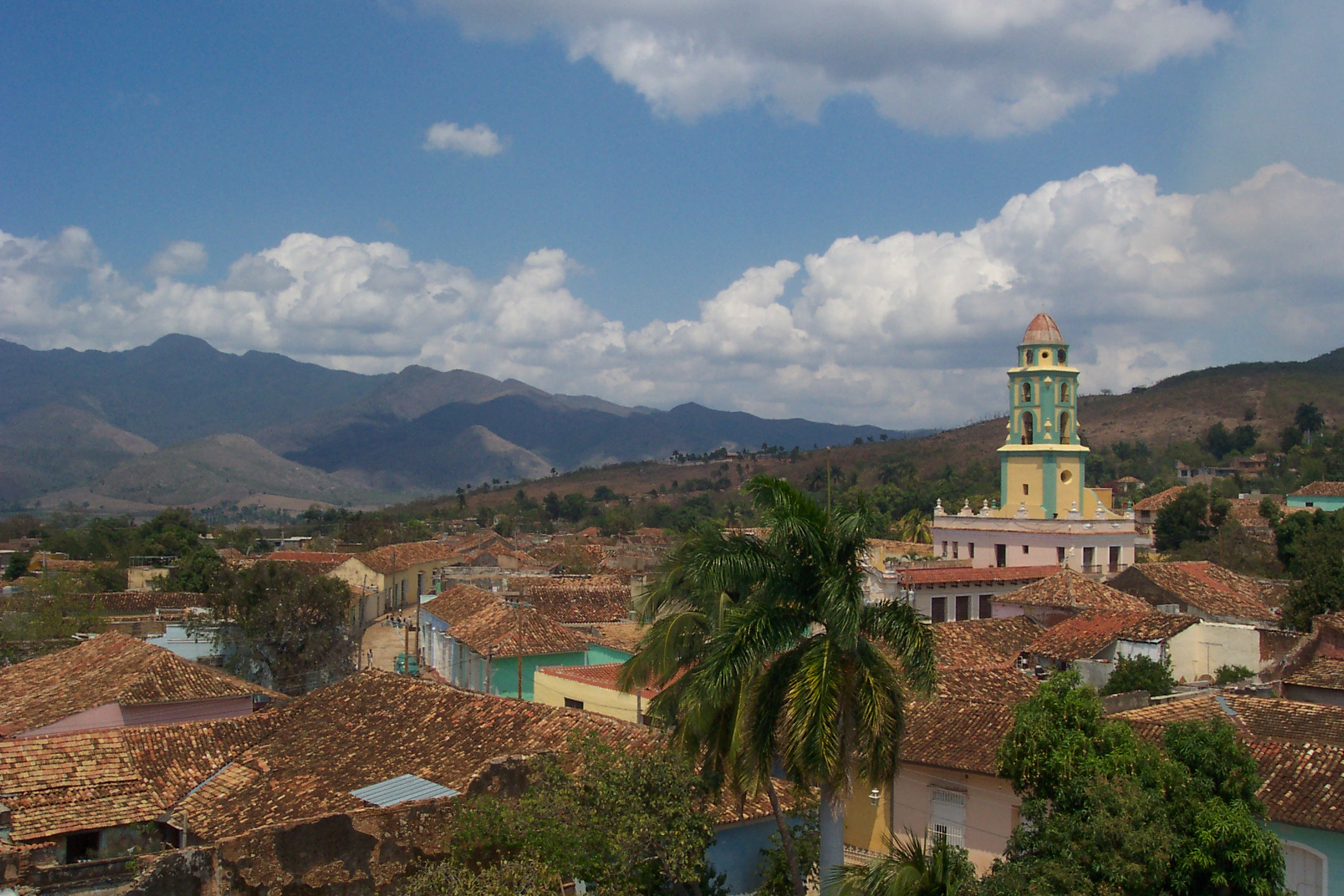
Vy över Valle de los Ingenios från Trinidad